# Полімер (підприємство)
Публічне акціонерне товариство «Полімер» (ПАТ «Полімер») — підприємство хімічної промисловості у місті Черкаси, яке займається виробництвом пластмасових виробів.

## Історія
Підприємство було засноване 1974 року як Черкаська сувенірно-подарункова фабрика. Тут випускались різноманітні сувеніри та подарунки для гостей та туристів міста Черкаси та Черкаської області. 1988 року фабрика була переобладнана під хімічне підприємство і отримало сучасну назву «Полімер». 23 листопада 1995 року фабрика стала відкритим акціонерним товариством, а 8 червня 2011 року — публічним акціонерним товариством.

## Продукція
На сьогодні підприємство займається випуском пластикових пробок для хімічної, фармацевтичної та косметичної промисловостей.